# بوولتن (کارولینای شمالی)
بوولتن (به انگلیسی: Bolton) شهری در ایالت کارولینای شمالی کشور ایالات متحده آمریکا است که جمعیت آن در سرشماری سال ۲۰۱۰ میلادی، ۶۹۱ نفر بوده‌است.